# 座旗七
座旗七是一颗位于北天星座御夫座的恒星。裸眼依稀可见，视星等为+5.20。恒星的年视差为2.38 ± 0.39 mas 。座旗七距离地球大约1370光年（420秒差距），为B型巨星，恒星分类为B8 III。